# Brotulotaenia
Brotulotaenia ist eine Gattung von Meeresfischen aus der Familie der Bartmännchen (Ophidiidae). Sie kommt weltweit in tropischen und subtropischen Ozeanen vor.

## Merkmale
Brotulotaenia-Arten sind langgestreckte Fische, bei denen Rücken-, Schwanz- und Afterflosse zu einem Flossensaum verbunden sind. Bauchflossen fehlen. Die Fische sind erreichen Maximallängen von 30 bis 86 cm. Ihr Körper ist von kleinen, pickligen und unregelmäßig angeordneten Schuppen bedeckt. Der Kiemendeckel ist ohne Stacheln. Barteln fehlen. Die Otolithen sind sehr klein und rund. Die mittleren Zahnplatten auf der Basibranchiale (Knochen an der Basis des Kiemenbogens) fehlen. Die Kiemenrechen sind zu zahntragenden Tuberkeln reduziert. Die Anzahl der Präcaudalwirbel (Wirbel im Abdomen) liegt bei 12 bis 15.

## Lebensweise
Brotulotaenia-Arten leben meso- bis bathypelagisch, wahrscheinlich auch nah über dem Meeresboden. 

## Arten
Es gibt vier Arten:
- Brotulotaenia brevicauda Cohen, 1974.
- Brotulotaenia crassa Parr, 1934.
- Brotulotaenia nielseni (Cohen, 1974).
- Brotulotaenia nigra Parr, 1933. (Typusart)